# Козий Брод (Псков)
Козий Брод — пригородный населённый пункт (тип: посёлок) и микрорайон в черте города Пскова, в Запсковье.
Находится в обезлесенной местности, у реки Пскова.
Количество зарегистрированных зданий на 2020 год — 20.
Дети школьного возраста обучаются в МБОУ «Средняя общеобразовательная школа № 17» (Зональное шоссе, д.11)

## История
В 1918 году здесь проходила 10-километровая нейтральная полоса взаимодействия немецких и советских войск; она проходила по линии Хотицы — Портянниково — Силово — Панино — Козий Брод — Лисьи горки — Любятово — Сельскохозяйственное училище — Кресты — Черёха. После подписания 3 марта Брест-Литовского договора, согласно которому Псков должен был остаться в составе Советской России, немцы разместили в городе части баварского корпуса, а демаркационная линия пролегла в 10 км от Пскова между станциями Торошино и Черняковицы.
Населённый пункт Сосновского сельсовета Псковской области передан в ведение Псковского горсовета распоряжением № 191 от 23.04.1951 (по другим данным включён в городскую черту решением горисполкома от 19.07.1961).
На 40-й сессии Псковской городской Думы 14 июля 2020 года принято решение о переименовании посёлков Дорожкино, Козий Брод, Павшино, Панино, Пожигово, Савохново, Силово-Медведово, Терехово; деревень Митрохово, Паневик, Ступниково; станций Бологовская линия 650 км, Бологовская линия 652 км, Изборская линия 3 км и Полковая в микрорайоны, с последующим переводом в улицы и переулки.